# De Vleut
De Vleut is een buurtschap in de gemeente Best, in de Nederlandse provincie Noord-Brabant, die 2 km ten noorden van het centrum van Best is gelegen.
De Vleut bestaat uit een aantal verspreid liggende boerderijen, waaronder enkele fraaie langgevelboerderijen, (bijvoorbeeld de Vleuthoeve) in een oud cultuurlandschap dat wordt gekenmerkt door vele populieren.

## Kapel
Centraal in de buurtschap bevindt zich, op een driehoekig grasveldje, de Maria Assumptakapel uit 1950, waarvan Karel Olfers de architect was. Ze was oorspronkelijk bedoeld als dankkapel, maar ze werd jaren na het einde van de Tweede Wereldoorlog ingewijd in het jaar dat Paus Pius XII de Maria-Tenhemelopneming tot dogma verklaarde. De kapel wordt onderhouden door de Buurtvereniging Schans, Klaverhoek en De Vleut en er wordt een gebedsdienst gehouden wanneer een buurtbewoner overlijdt. Ook op 15 augustus, het feest van Maria Tenhemelopneming, wordt een openluchtmis opgedragen, waartoe het natuurstenen altaar voor de kapel wordt gebruikt.
De kapel is een eenvoudig rechthoekig bakstenen gebouwtje met zadeldak en een toegangspoort. Het huidige Mariabeeld is een Maria Assumpta die afkomstig is uit de gesloopte kerk van Noordhoek te Tilburg.

## Recreatiepark
Bij de buurtschap ligt ook een soort recreatiepark dat wordt gedomineerd door BestZoo, een dierenpark.
Het klompenmuseum "De Platijn" bevond zich op de Broekdijk 12. Hier maakte de familie Van Laarhoven al klompen sinds het begin van de 20e eeuw. Als grondstof werd populierenhout gebruikt. In 1920 werd een klompenmachine in gebruik genomen. Het (particuliere) museum opende in 1981. Vanwege financiële problemen werd in 2008 meegedeeld dat het voortbestaan van dit museum onzeker is geworden en in ieder geval niet naar het recreatiepark verhuist, wat oorspronkelijk de bedoeling was.
Er is ook een grote, te bezichtigen tuin in het recreatiepark te vinden.
Gedurende het jaar 2008 was de gemeente Best in onderhandeling met een aantal zakelijke partners om het recreatiepark verder vorm te geven, maar het eindresultaat was aan het eind van dat jaar nog niet vast omlijnd. 
Hoofdplaats: Best      Buurtschappen: Aarle · De Vleut

Noord-Brabant: Steden en dorpen      Nederland: Provincies · Gemeenten